# Sinonatrix aequifasciata
Sinonatrix aequifasciata là một loài rắn trong họ Rắn nước. Loài này được Barbour mô tả khoa học đầu tiên năm 1908.

## Hình ảnh

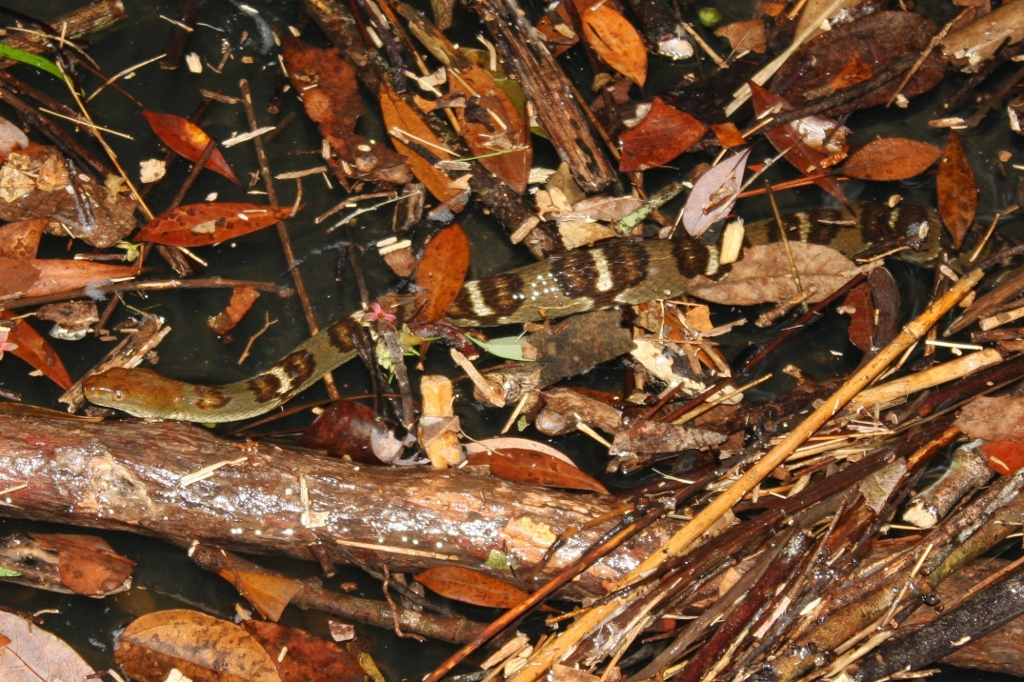
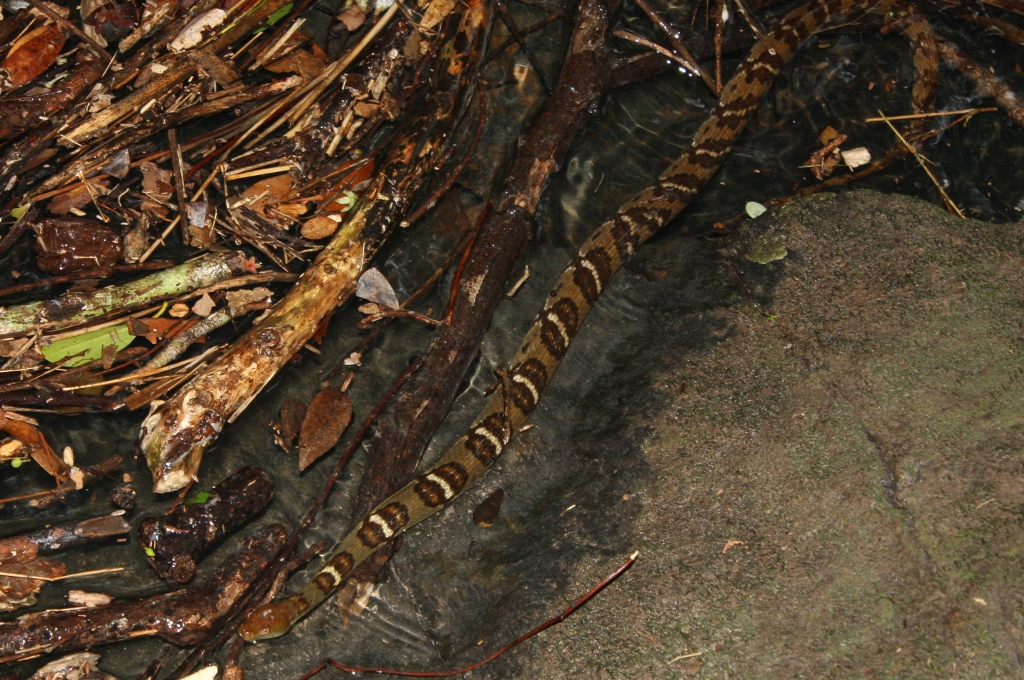
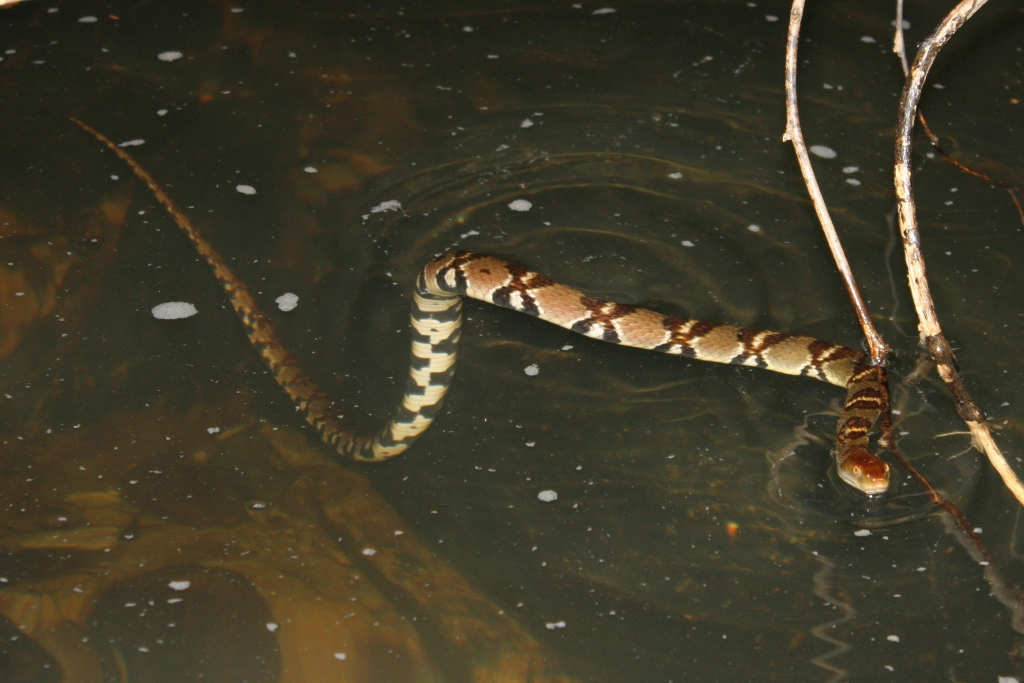